# Les Lettres Nouvelles
Les Lettres nouvelles este o revistă literară franceză, fondată în 1953 de Maurice Nadeau și Maurice Saillet.
În 1960 a apărut o versiune în limba engleză (o „traducere” a conținutului revistei), intitulată Modern Letters, dar la scurt timp după aceea această publicație a devenit o revista bilunară care se adresa cititorilor anglofoni din Paris, complet independentă de Lettres Nouvelles.
Mai multe numere speciale au avut anumite tematici, cum ar fi numărul din iulie 1960 dedicat lui Malcolm Lowry sau cel din februarie 1976 dedicat scriitorilor români contemporani („Écrivains roumains d'aujourd'hui”).